# オールズモビル・カーブドダッシュ

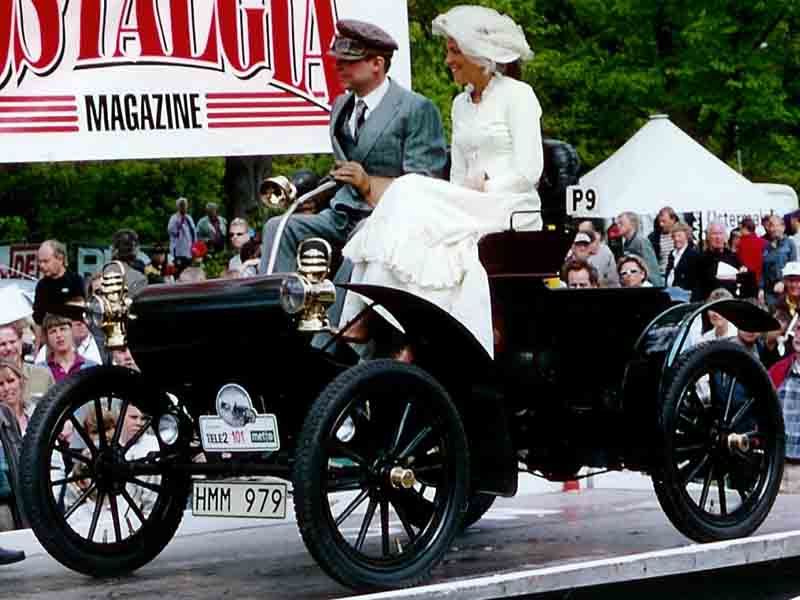
1904年式オールズモビル・カーブドダッシュ

オールズモビル カーブドダッシュ(Oldsmobile Curved Dash)は、米国ミシガン州デトロイトの『オールズ モーター ワークス』(Olds Motor Works)が製造し1901年から販売した自動車。
ダッシュボードが美しいカーブを描いているところから『カーブドダッシュ』とよばれた。自動車産業史上初のアセンブリーライン利用による大量生産に成功した車である。
現在、日本ではトヨタ博物館に走行可能な状態で保存、展示されている。

## エピソード

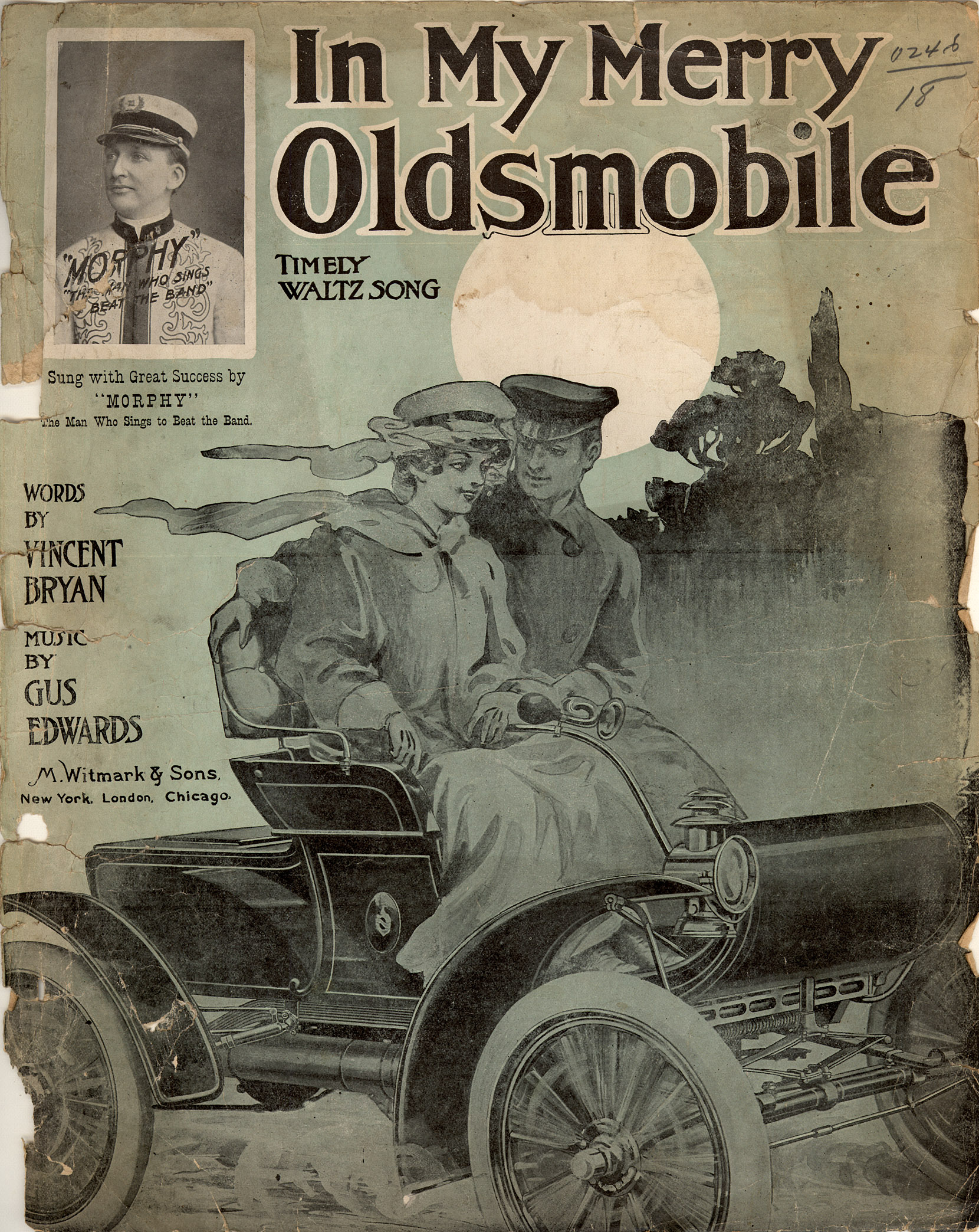
1905年に流った歌In My Merry Oldsmobileの楽譜の表紙に描かれた オールズモビル・カーブドダッシュとそれに乗った男女。当時の運転時の服装がわかる。

1901年3月9日土曜日、工場は鋳造場以外火事で全焼。火事のさなか、後にデトロイトの市長となるジェームズ・J・ブラディが運び出したことで、カーブドダッシュの試作車だけが難を逃れた。
これ以前社内では、どのような仕様の車を販売すれば市場に受け入れられるのか議論を交わしており、意見はまとまっていなかったが、この火事により、カーブドダッシュ以外の選択肢がなくなった。

## 仕様
水冷単気筒4サイクルガソリンエンジンを後部に横置きし、振動コイルの点火方式で、エピサイクリックギアを使ったディファレンシャルを使い、自転車タイプのワイヤー・スポークの空気入りタイヤをローラーチェーンで駆動した。リーフスプリングで支えられたボディは2人乗り重量800ポンドと軽量で、前進2速後進付きのトランスミッションで最高時速20マイル、平均14マイルで走行できた。

## 自動車産業の街デトロイトの誕生
火事で消失した工場の生産を補うために、デトロイトの部品業者がオールズのカーブドダッシュ生産を分業した。リーランド&フォークナー社がエンジンを、ダッジ兄弟がトランスミッションを、ブリスコ兄弟がラジエーターを、バーニー・エベリットがボディを製作した。優秀な部品業者が協業して自動車を作りはじめ、ここにデトロイトの自動車産業が形作られていく。
カーブドダッシュを救い出したブラディは市長となり、デトロイト全体のリーダーシップをとる。リーランドは部品の互換性を高め、分業のあり方を変えただけではなく、精度と品質の向上で後にキャディラック社とリンカーン社に貢献している。ダッジ兄弟の会社はクライスラー社のダッジブランドとなった。

## アセンブリーラインによる大量生産
焼失した工場を新たに建設し、アセンブリーラインを設けた近代的な工場とした。人気を得たカーブドダッシュはこのライン生産により大量生産が可能となった。

## 生産台数
- 1901年 - 425台
- 1902年 - 2,500台
- 1903年 - 4,000台
- 1904年 - 5,000台
- 1905年 - 6,500台

## 参考図書
Automobiles of the World A. L. Lewis, W. A. Musciano ISBN 0-671-22485-9